# Dedni Vrh, Krško
Dedni Vrh este o localitate din comuna Krško, Slovenia.